# Жан-Шарль, Энекс
Энекс Жан-Шарль (фр. Enex Jean-Charles; род. 18 июля 1960) — гаитянский политик, занимавший пост премьер-министра Гаити с марта 2016 по март 2017 года.

## Карьера
Родился 18 июля 1960 года в Шансольме.
С марта 2004 по июнь 2006 года Жан-Шарль занимал пост генерального секретаря Совета министров при президенте Бонифасе Александре. При преемнике Александра Рене Превале Жан-Шарль был специальным советником. Он также был советником президента Мишеля Мартейи во время его пребывания на этом посту (2011—2016).
В марте 2016 года Жан-Шарль был назначен министром планирования и внешнего сотрудничества в кабинете Фрица Жана. 22 марта 2016 года исполняющий обязанности президента Жоселерм Привер своим указом назначил Жан-Шарля премьер-министром. Общий политический план его предшественника Фрица Жана был отклонён Палатой депутатов 20 марта. 24 марта Жан-Шарль представил свой кабинет. 25 марта Жан-Шарль получил поддержку как своего общего политического плана, так и своего кабинета в обеих палатах парламента Гаити и был утверждён в должности премьер-министра. 28 марта его правительство было официально сформировано. 21 марта 2017 года на посту премьер-министра его сменил Жак-Ги Лафонтан.
Жан-Шарль работает профессором административного права в Университете Гаити с 1991 года.

## Личная жизнь
Женат, у него трое детей.